# Cassida hovacassiformis
Cassida hovacassiformis es un coleóptero de la familia Chrysomelidae.
Fue descrita científicamente en 1999 por Borowiec.